# 64. Kongress der Vereinigten Staaten
Der 64. Kongress der Vereinigten Staaten, bestehend aus dem Repräsentantenhaus und dem Senat, war die Legislative der Vereinigten Staaten. Seine Legislaturperiode dauerte vom 4. März 1915 bis zum 4. März 1917. Alle Abgeordneten des Repräsentantenhauses sowie ein Drittel der Senatoren (Klasse III) waren im Jahr 1914 bei den Kongresswahlen gewählt worden. Dabei ergab sich in beiden Kammern eine Mehrheit für die Demokratische Partei, die mit Woodrow Wilson auch den Präsidenten stellte. Der Republikanischen Partei blieb nur die Rolle in der Opposition. Während der Legislaturperiode gab es einige Rücktritte und Todesfälle, die aber an den Mehrheitsverhältnissen nichts änderten. Bei den Wahlen zum US-Senat wurde erstmals der 17. Zusatzartikel zur Verfassung der Vereinigten Staaten angewendet, der bestimmt, dass die Senatoren vom Volk ihrer jeweiligen Staaten gewählt werden. Der Kongress tagte in der amerikanischen Bundeshauptstadt Washington, D.C. Die Vereinigten Staaten bestanden damals aus 48 Bundesstaaten. Die Sitzverteilung im Repräsentantenhaus basierte auf der Volkszählung von 1910.

## Wichtige Ereignisse
Siehe auch 1915, 1916 und 1917
Die Weltpolitik ist von den Ereignissen des Ersten Weltkriegs überschattet, der in Europa bereits seit August 1914 im Gange ist. Die USA halten sich aber noch bis zum 6. April 1917 aus dem Krieg heraus.
- 4. März 1915: Beginn der Legislaturperiode des 64. Kongresses
- 7. Mai 1915: Der britische Dampfer Lusitania wird von der deutschen Marine versenkt. Unter den etwa 1200 Toten sind auch 128 Amerikaner.
- 9. Juni 1915: Der amerikanische Außenminister William Jennings Bryan tritt zurück.
- 24. Juli 1915: Das Ausflugsschiff SS Eastland kentert bei Chicago, dabei sterben 844 Menschen.
- 28. Juli 1915: Die USA beginnen mit der Besetzung von Haiti.
- 5. – 23. August: Ein Hurrikan fegt unter anderem über New Orleans und fordert 275 Opfer.
- 8. und 9. März 1916: Im Zuge der damaligen Unruhen in Mexiko kommt es an der Grenze zu den USA zu Grenzzwischenfällen als etwa 500 Mexikaner die Stadt Columbus in New Mexico angreifen. Dabei sterben 12 amerikanische Soldaten. Die Mexikaner werden schließlich von einer amerikanischen Kavallerieeinheit zurückgeschlagen. In der Folge entsendet Präsident Wilson 12,000 Soldaten zur Kontrolle an die mexikanische Grenze.
- 5. Mai 1916: Die United States Marines erobern die Dominikanische Republik.
- 30. Juli 1916: Deutsche Agenten verursachen die Black-Tom-Explosion in Jersey City in New Jersey. Es gibt mindestens 7 Tote.
- 7. November 1916: Präsidentschafts- und Kongresswahlen in den USA. Präsident Wilson wird wiedergewählt. Bei den Kongresswahlen erringt die Demokratische Partei die Mehrheit im Senat. Im Repräsentantenhaus hat zwar die Republikanische Partei die meisten Sitze. Allerdings können sich die Demokraten mit Hilfe von Abgeordneten kleinerer Parteien die Mehrheit der Sitze sichern.
- 11. Januar 1917: Deutsche Saboteure lösen die sogenannte Kingsland Explosion aus. Das Ereignis ist ein Mitgrund für den späteren amerikanischen Eintritt in den Ersten Weltkrieg.
- 3. Februar 1917: der US-Senat bricht die diplomatischen Kontakte mit Deutschland ab.

## Die wichtigsten Gesetze
In den Sitzungsperioden des 64. Kongresses wurden unter anderem folgende Bundesgesetze verabschiedet (siehe auch: Gesetzgebungsverfahren):
- 15. Mai 1916: Kern Amendment
- 29. Mai 1916: Fraudulent Advertising Act of 1916
- 31. Mai 1916: Tillman Act
- 3. Juni 1916: National Defense Act of 1916
- 9. Juni 1916: Chamberlain-Ferris Act
- 11. Juli 1916: Federal Aid Road Act of 1916
- 11. Juli 1916: Terminal Inspection Act of 1916
- 17. Juli 1916: Federal Farm Loan Act
- 27. Juli 1916: River and Harbors Act of 1916
- 28. Juli 1916: Space Basis Act
- 28. Juli 1916: Railway Mail Service Pay Act
- 9. August 1916: Uniform Bill of Lading Act of 1916
- 11. August 1916: Irrigation District Act of 1916
- 11. August 1916: Wildlife Game Refuges Act of 1916
- 11. August 1916: Grain Standards Act of 1916
- 11. August 1916: Cotton Futures Act of 1916
- 11. August 1916: Brush Disposal Act of 1916
- 11. August 1916: Warehouse Act of 1916
- 25. August 1916: National Park Service Act
- 29. August 1916: 2nd Uniform Bill of Lading Act of 1916
- 29. August 1916: Jones Act (betrifft die Philippinen)
- 29. August 1916: Federal Possession and Control Act of 1916
- 29. August 1916: Army Appropriations Act of 1916
- 29. August 1916: Naval Act of 1916
- 29. August 1916: Naval Reserve Force Act
- 31. August 1916: Federal Standard Container Act
- 31. August 1916: Standard Fruits and Vegetable Baskets and Containers Act of 1916
- 1. September 1916: Keating-Owen Act
- 3. September 1916: Adamson Act
- 7. September 1916: Merchant Marine Act of 1916
- 7. September 1916: Workingmen’s Compensation Act
- 8. September 1916: Anti-Dumping Act of 1916
- 8. September 1916: Emergency Revenue Act of 1916
- 20. Oktober 1916: Special Air Preparedness Act
- 29. Dezember 1916: Stock-Raising Homestead Act
- 5. Februar 1917: Immigration Act of 1917
- 22. Februar 1917: Federal Interpleader Act of 1917
- 23. Februar 1917: Smith-Hughes Act
- 26. Februar 1917: Mount McKinley National Park siehe auch Denali-Nationalpark
- 1. März 1917: Flood Control Act of 1917
- 2. März 1917: Jones-Shafroth Act
- 3. März 1917: Reed Amendment
- 3. März 1917: Sheppard Bone-Dry Act
- 3. März 1917: Special Preparedness Fund Act of 1917
- 4. März 1917: Timber Export Act

## Zusammensetzung nach Parteien

### Senat
- Demokratische Partei: 56 (Mehrheit)
- Republikanische Partei: 40
- Sonstige: 0

Gesamt: 96

### Repräsentantenhaus
- Demokratische Partei: 230 (Mehrheit)
- Republikanische Partei: 196
- Sonstige: 9

Gesamt: 435
Außerdem gab es noch fünf nicht stimmberechtigte Kongressdelegierte.

## Amtsträger

### Senat
- Präsident des Senats: Thomas Riley Marshall (D)
- Präsident pro tempore: James Paul Clarke (D) bis 1. Oktober 1916, dann William Saulsbury (D)

#### Führung der Mehrheitspartei
- Mehrheitsführer: J. Hamilton Lewis (D)

#### Führung der Minderheitspartei
- Minderheitsführer (Whip): Charles Curtis (R)

### Repräsentantenhaus
- Sprecher des Repräsentantenhauses: Champ Clark (D)

#### Führung der Mehrheitspartei
- Mehrheitsführer: Claude Kitchin (D)

#### Führung der Minderheitspartei
- Minderheitsführer: James Mann (R)

## Senatsmitglieder
Im 64. Kongress vertraten folgende Senatoren ihre jeweiligen Bundesstaaten:
| Alabama - 2. John H. Bankhead (D) - 3. Oscar Underwood (D) Arizona - 1. Henry F. Ashurst (D) - 3. Marcus A. Smith (D) Arkansas - 2. Joseph Taylor Robinson (D) - 3. James Paul Clarke (D) bis zum 1. Oktober 1916 - William F. Kirby (D) ab dem 8. November 1916 Kalifornien - 1. John D. Works (R) - 3. James D. Phelan (D) Colorado - 2. John F. Shafroth (D) - 3. Charles Spalding Thomas (D) Connecticut - 1. George P. McLean (R) - 3. Frank B. Brandegee (R) Delaware - 1. Henry A. du Pont (R) - 2. Willard Saulsbury Jr (D) Florida - 1. Nathan P. Bryan (D) - 3. Duncan U. Fletcher (D) Georgia - 2. Thomas W. Hardwick (D) - 3. Michael Hoke Smith (D) Idaho - 2. William Borah (R) - 3. James H. Brady (R) Illinois - 2. J. Hamilton Lewis (D) - 3. Lawrence Yates Sherman (R) Indiana - 1. John W. Kern (D) - 3. Benjamin F. Shively (D) bis zum 14. März 1916 - Thomas Taggart (D) vom 20. März bis zum 7. November 1916 - James Eli Watson (R) ab dem 8. November 1916 Iowa - 2. William Squire Kenyon (R) - 3. Albert B. Cummins (R) Kansas - 2. William Howard Thompson (D) - 3. Charles Curtis (R) Kentucky - 2. Ollie Murray James (D) - 3. J. C. W. Beckham (D) Louisiana - 2. Joseph E. Ransdell (D) - 3. Robert F. Broussard (D) Maine - 1. Charles Fletcher Johnson (R) - 2. Edwin C. Burleigh (R) bis zum 16. Juni 1916 - Bert M. Fernald (R) ab dem 11. September 1916 Maryland - 1. Francis Lee (D) - 3. John Walter Smith (D) Massachusetts - 1. Henry Cabot Lodge (R) - 2. John Wingate Weeks (R) Michigan - 1. Charles E. Townsend (R) - 2. William Alden Smith (R) Minnesota - 1. Moses Edwin Clapp (R) - 2. Knute Nelson (R) Mississippi - 1. John Sharp Williams (D) - 2. James K. Vardaman (D) Missouri - 1. James A. Reed (R) - 3. William J. Stone (D) | Montana - 1. Henry L. Myers (D) - 2. Thomas J. Walsh (D) Nebraska - 1. Gilbert Monell Hitchcock (D) - 2. George W. Norris (R) Nevada - 1. Key Pittman (D) - 3. Francis G. Newlands (D) New Hampshire - 2. Henry F. Hollis (D) - 3. Jacob Harold Gallinger (R) New Jersey - 1. James Edgar Martine (D) - 2. William Hughes (D) New Mexico - 1. Thomas B. Catron (R) - 2. Albert B. Fall (R) New York - 1. James Aloysius O’Gorman (D) - 3. James W. Wadsworth Jr. (R) North Carolina - 2. Furnifold McLendel Simmons (D) - 3. Lee Slater Overman (D) North Dakota - 1. Porter J. McCumber (R) - 3. Asle Gronna (R) Ohio - 1. Atlee Pomerene (D) - 3. Warren G. Harding (R) Oklahoma - 2. Robert Latham Owen (D) - 3. Thomas Gore (D) Oregon - 2. Harry Lane (D) - 3. George Earle Chamberlain (D) Pennsylvania - 1. George T. Oliver (R) - 3. Boies Penrose (R) Rhode Island - 1. Henry F. Lippitt (R) - 2. LeBaron Bradford Colt (R) South Carolina - 2. Benjamin Tillman (D) - 3. Ellison D. Smith (D) South Dakota - 2. Thomas Sterling (R) - 3. Edwin S. Johnson (D) Tennessee - 1. Luke Lea (D) - 2. John K. Shields (D) Texas - 1. Charles Allen Culberson (D) - 2. Morris Sheppard (D) Utah - 1. George Sutherland (R) - 3. Reed Smoot (R) Vermont - 1. Carroll Smalley Page (R) - 3. William P. Dillingham (R) Virginia - 1. Claude A. Swanson (D) - 2. Thomas S. Martin (D) Washington - 1. Miles Poindexter (R) - 3. Wesley Livsey Jones (R) West Virginia - 1. William E. Chilton (D) - 2. Nathan Goff (R) Wisconsin - 1. Robert La Follette Sr. (R) - 3. Paul O. Husting (D) Wyoming - 1. Clarence Don Clark (R) - 2. Francis E. Warren (R) |

## Mitglieder des Repräsentantenhauses
Folgende Kongressabgeordnete vertraten im 64. Kongress die Interessen ihrer jeweiligen Bundesstaaten:
| Alabama 9 Wahlbezirke. Außerdem wurde ein Abgeordneter staatsweit gewählt - 1. Oscar Lee Gray (D) - 2. Stanley Hubert Dent, Jr. (D) - 3. Henry B. Steagall (D) - 4. Fred L. Blackmon (D) - 5. James Thomas Heflin (D) - 6. William Bacon Oliver (D) - 7. John Lawson Burnett (D) - 8. Edward B. Almon (D) - 9. George Huddleston (D) - 10. John William Abercrombie (D) staatsweit gewählt Arizona Staatsweite Wahl - Carl Hayden (D) Arkansas 7 Wahlbezirke. - 1. Thaddeus H. Caraway (D) - 2. William Allan Oldfield (D) - 3. John N. Tillman (D) - 4. Otis Wingo (D) - 5. Henderson M. Jacoway (D) - 6. Samuel M. Taylor (D) - 7. William S. Goodwin (D) Kalifornien 11 Wahlbezirke. - 1. William Kent (Unabhängiger) - 2. John E. Raker (D) - 3. Charles F. Curry (R) - 4. Julius Kahn (R) - 5. John I. Nolan (R) - 6. John A. Elston (P = Progressive Party) - 7. Denver S. Church (D) - 8. Everis A. Hayes (R) - 9. Charles Hiram Randall (Prohibitionist) - 10. William Stephens (P) bis zum 22. Juli 1916 - Henry S. Benedict (R) ab dem 7. November 1916 - 11. William Kettner (D) Colorado 4 Wahlbezirke - 1. Benjamin C. Hilliard (D) - 2. Charles B. Timberlake (R) - 3. Edward Keating (D) - 4. Edward T. Taylor (D) Connecticut 5 Wahlbezirke - 1. P. Davis Oakey (R) - 2. Richard P. Freeman (R) - 3. John Q. Tilson (R) - 4. Ebenezer J. Hill (R) - 5. James P. Glynn (R) Delaware Staatsweite Wahl - Thomas W. Miller (R) Florida 4 Wahlbezirke - 1. Stephen M. Sparkman (D) - 2. Frank Clark (D) - 3. Emmett Wilson (D) - 4. William J. Sears (D) Georgia 12 Wahlbezirke - 1. Charles Gordon Edwards (D) - 2. Frank Park (D) - 3. Charles R. Crisp (D) - 4. William C. Adamson (D) - 5. William S. Howard (D) - 6. James W. Wise (D) - 7. Gordon Lee (D) - 8. Samuel Joelah Tribble (D) bis zum 8. Dezember 1916 - Tinsley W. Rucker (D) ab dem 11. Januar 1917 - 9. Thomas Montgomery Bell (D) - 10. Carl Vinson (D) - 11. John Randall Walker (D) - 12. Dudley Mays Hughes (D) Idaho Staatsweite Wahl - Robert M. McCracken (R) - Addison T. Smith (R) Illinois 25 Wahlbezirke. Außerdem wurden zwei Abgeordnete staatsweit gewählt - 1. Martin B. Madden (R) - 2. James Robert Mann (R) - 3. William W. Wilson (R) - 4. James T. McDermott (D) - 5. Adolph J. Sabath (D) - 6. James McAndrews (D) - 7. Frank Buchanan (D) - 8. Thomas Gallagher (D) - 9. Frederick A. Britten (R) - 10. George Edmund Foss (R) - 11. Ira Clifton Copley (P) - 12. Charles Eugene Fuller (R) - 13. John C. McKenzie (R) - 14. Clyde Howard Tavenner (D) - 15. Edward John King (R) - 16. Claude U. Stone (D) - 17. John Allen Sterling (R) - 18. Joseph Gurney Cannon (R) - 19. William B. McKinley (R) - 20. Henry T. Rainey (D) - 21. Loren E. Wheeler (R) - 22. William A. Rodenberg (R) - 23. Martin D. Foster (D) - 24. Thomas Sutler Williams (R) - 25. Edward E. Denison (R) - 26. Burnett M. Chiperfield (R) staatsweit gewählt - 27. William E. Williams (D) staatsweit gewählt Indiana 13 Wahlbezirke - 1. Charles Lieb (D) - 2. William A. Cullop (D) - 3. William E. Cox (D) - 4. Lincoln Dixon (D) - 5. Ralph W. Moss (D) - 6. Finly H. Gray (D) - 7. Merrill Moores (R) - 8. John A. M. Adair (D) - 9. Martin A. Morrison (D) - 10. William Robert Wood (R) - 11. George W. Rauch (D) - 12. Cyrus Cline (D) - 13. Henry A. Barnhart (D) Iowa 11 Wahlbezirke - 1. Charles A. Kennedy (R) - 2. Harry E. Hull (R) - 3. Burton E. Sweet (R) - 4. Gilbert N. Haugen (R) - 5. James William Good (R) - 6. C. William Ramseyer (R) - 7. Cassius C. Dowell (R) - 8. Horace Mann Towner (R) - 9. William R. Green (R) - 10. Frank P. Woods (R) - 11. Thomas J. Steele (D) Kansas 8 Wahlbezirke. - 1. Daniel Anthony Jr. (R) - 2. Joseph Taggart (D) - 3. Philip P. Campbell (R) - 4. Dudley Doolittle (D) - 5. Guy T. Helvering (D) - 6. John R. Connelly (D) - 7. Jouett Shouse (D) - 8. William Augustus Ayres (R) Kentucky 11 Wahlbezirke - 1. Alben W. Barkley (D) - 2. David Hayes Kincheloe (D) - 3. Robert Y. Thomas (D) - 4. Ben Johnson (D) - 5. J. Swagar Sherley (D) - 6. Arthur B. Rouse (D) - 7. J. Campbell Cantrill (D) - 8. Harvey Helm (D) - 9. William J. Fields (D) - 10. John W. Langley (R) - 11. Caleb Powers (R) Louisiana 8 Wahlbezirke - 1. Albert Estopinal (D) - 2. H. Garland Dupré (D) - 3. Whitmell P. Martin (P) - 4. John T. Watkins (D) - 5. Riley J. Wilson (D) - 6. Lewis L. Morgan (D) - 7. Ladislas Lazaro (D) - 8. James Benjamin Aswell (D) Maine 4 Wahlbezirke - 1. Asher Hinds (R) - 2. Daniel J. McGillicuddy (D) - 3. John A. Peters (R) - 4. Frank E. Guernsey (R) Maryland 6 Wahlbezirke. - 1. Jesse Price (D) - 2. Joshua Talbott (D) - 3. Charles Pearce Coady (D) - 4. John Charles Linthicum (D) - 5. Sydney Emanuel Mudd II (R) - 6. David John Lewis (D) Massachusetts 16 Wahlbezirke - 1. Allen T. Treadway (R) - 2. Frederick H. Gillett (R) - 3. Calvin Paige (R) - 4. Samuel Winslow (R) - 5. John Jacob Rogers (R) - 6. Augustus Peabody Gardner (R) - 7. Michael Francis Phelan (D) - 8. Frederick W. Dallinger (R) - 9. Ernest W. Roberts (R) - 10. Peter Francis Tague (D) - 11. George H. Tinkham (R) - 12. James A. Gallivan (D) - 13. William Henry Carter (R) - 14. Richard Olney (D) - 15. William S. Greene (R) - 16. Joseph Walsh (R) Michigan 13 Wahlbezirke - 1. Frank Ellsworth Doremus (D) - 2. Samuel Beakes (D) - 3. John M. C. Smith (R) - 4. Edward L. Hamilton (R) - 5. Carl E. Mapes (R) - 6. Patrick H. Kelley (R) - 7. Louis C. Cramton (R) - 8. Joseph W. Fordney (R) - 9. James C. McLaughlin (R) - 10. George A. Loud (R) - 11. Frank D. Scott (R) - 12. W. Frank James (R) - 13. Charles Archibald Nichols (R) Minnesota 10. Wahlbezirke - 1. Sydney Anderson (R) - 2. Franklin Ellsworth (R) - 3. Charles Russell Davis (R) - 4. Carl Van Dyke (D) - 5. George Ross Smith (R) - 6. Charles August Lindbergh (R) - 7. Andrew Volstead (R) - 8. Clarence B. Miller (R) - 9. Halvor Steenerson (R) - 10. Thomas David Schall (R) Mississippi 8 Wahlbezirke - 1. Ezekiel S. Candler (D) - 2. Hubert D. Stephens (D) - 3. Benjamin G. Humphreys II (D) - 4. Thomas U. Sisson (D) - 5. Samuel Andrew Witherspoon (D) bis zum 24. November 1915 - William W. Venable (D) ab dem 4. Januar 1916 - 6. Pat Harrison (D) - 7. Percy Quin (D) - 8. James William Collier (D) Missouri 16 Wahlbezirke - 1. James Tilghman Lloyd (D) - 2. William W. Rucker (D) - 3. Joshua W. Alexander (D) - 4. Charles F. Booher (D) - 5. William Patterson Borland (D) - 6. Clement C. Dickinson (D) - 7. Courtney W. Hamlin (D) - 8. Dorsey William Shackleford (D) - 9. Champ Clark (D) - 10. Jacob Edwin Meeker (R) - 11. William L. Igoe (D) - 12. Leonidas C. Dyer (R) - 13. Walter Lewis Hensley (D) - 14. Joseph J. Russell (D) - 15. Perl D. Decker (D) - 16. Thomas L. Rubey (D) Montana Staatsweite Wahl - John M. Evans (D) - Tom Stout (D) Nebraska 6 Wahlbezirke - 1. C. Frank Reavis (R) - 2. Charles O. Lobeck (D) - 3. Dan V. Stephens (D) - 4. Charles Henry Sloan (R) - 5. Ashton C. Shallenberger (D) - 6. Moses P. Kinkaid (R) | Nevada Staatsweite Wahl - Edwin Ewing Roberts (R) New Hampshire 2 Wahlbezirke - 1. Cyrus A. Sulloway (R) - 2. Edward Hills Wason (R) New Jersey 12 Wahlbezirke - 1. William J. Browning (R) - 2. Isaac Bacharach (R) - 3. Thomas J. Scully (D) - 4. Elijah C. Hutchinson (R) - 5. John H. Capstick (R) - 6. Archibald C. Hart (D) - 7. Dow H. Drukker (R) - 8. Edward W. Gray (R) - 9. Richard W. Parker (R) - 10. Frederick R. Lehlbach (R) - 11. John J. Eagan (D) - 12. James A. Hamill (D) New Mexico Staatsweite Wahl - - Benigno C. Hernández (R) New York 43 Wahlbezirke - 1. Frederick C. Hicks (R) - 2. C. Pope Caldwell (D) - 3. Joseph V. Flynn (D) - 4. Harry H. Dale (D) - 5. James P. Maher (D) - 6. Frederick W. Rowe (R) - 7. John Joseph Fitzgerald (D) - 8. Daniel J. Griffin (D) - 9. Oscar W. Swift (R) - 10. Reuben L. Haskell (R) - 11. Daniel J. Riordan (D) - 12. Meyer London (Sozialist) - 13. George W. Loft (D) - 14. Michael F. Farley (D) - 15. Michael F. Conry (D) bis zum 2. März 1917, danach blieb der Sitz vakant - 16. Peter J. Dooling (D) - 17. John F. Carew (D) - 18. Thomas G. Patten (D) - 19. Walter M. Chandler (P) - 20. Isaac Siegel (R) - 21. George Murray Hulbert (D) - 22. Henry Bruckner (D) - 23. Joseph A. Goulden (D) bis zum 3. Mai 1915 - William Stiles Bennet (R) ab dem 2. November 1915 - 24. Woodson R. Oglesby (D) - 25. James W. Husted (R) - 26. Edmund Platt (R) - 27. Charles B. Ward (R) - 28. Rollin B. Sanford (R) - 29. James S. Parker (R) - 30. William B. Charles (R) - 31. Bertrand Snell (R) ab dem 2. November 1915 - 32. Luther W. Mott (R) - 33. Homer P. Snyder (R) - 34. George Winthrop Fairchild (R) - 35. Walter W. Magee (R) - 36. Norman J. Gould (R) ab dem 2. November 1915 - 37. Harry H. Pratt (R) - 38. Thomas B. Dunn (R) - 39. Henry G. Danforth (R) - 40. S. Wallace Dempsey (R) - 41. Charles Bennett Smith (D) - 42. Daniel A. Driscoll (D) - 43. Charles Mann Hamilton (R) North Carolina 10 Wahlbezirke - 1. John Humphrey Small (D) - 2. Claude Kitchin (D) - 3. George E. Hood (D) - 4. Edward W. Pou (D) - 5. Charles Manly Stedman (D) - 6. Hannibal Lafayette Godwin (D) - 7. Robert N. Page (D) - 8. Robert L. Doughton (D) - 9. Edwin Y. Webb (D) - 10. James Jefferson Britt (R) North Dakota 3 Wahlbezirke - 1. Henry Thomas Helgesen (R) - 2. George M. Young (R) - 3. Patrick Daniel Norton (R) Ohio 22 Wahlbezirke - 1. Nicholas Longworth (R) - 2. Alfred G. Allen (D) - 3. Warren Gard (D) - 4. J. Edward Russell (R) - 5. Nelson E. Matthews (R) - 6. Charles Cyrus Kearns (R) - 7. Simeon D. Fess (R) - 8. John A. Key (D) - 9. Isaac R. Sherwood (D) - 10. Robert M. Switzer (R) - 11. Edwin D. Ricketts (R) - 12. Clement L. Brumbaugh (D) - 13. Arthur W. Overmyer (D) - 14. Seward H. Williams (R) - 15. William C. Mooney (R) - 16. Roscoe C. McCulloch (R) - 17. William A. Ashbrook (D) - 18. David Hollingsworth (R) - 19. John G. Cooper (R) - 20. William Gordon (D) - 21. Robert Crosser (D) - 22. Henry I. Emerson (R) Oklahoma 8 Wahlbezirke - 1. James S. Davenport (D) - 2. William W. Hastings (D) - 3. Charles D. Carter (D) - 4. William H. Murray (D) - 5. Joseph Bryan Thompson (D) - 6. Scott Ferris (D) - 7. James V. McClintic (D) - 8. Dick Thompson Morgan (R) Oregon 3 Wahlbezirke - 1. Willis C. Hawley (R) - 2. Nicholas J. Sinnott (R) - 3. Clifton N. McArthur (R) Pennsylvania 32 Wahlbezirke. Außerdem wurden vier Abgeordnete staatsweit gewählt - 1. William Scott Vare (R) - 2. George Scott Graham (R) - 3. J. Hampton Moore (R) - 4. George W. Edmonds (R) - 5. Peter E. Costello (R) - 6. George P. Darrow (R) - 7. Thomas S. Butler (R) - 8. Henry Winfield Watson (R) - 9. William Walton Griest (R) - 10. John R. Farr (R) - 11. John J. Casey (D) - 12. Robert Douglas Heaton (R) - 13. Arthur Granville Dewalt (D) - 14. Louis Thomas McFadden (R) - 15. Edgar Raymond Kiess (R) - 16. John Vandling Lesher (D) - 17. Benjamin K. Focht (R) - 18. Aaron Shenk Kreider (R) - 19. Warren Worth Bailey (D) - 20. Cyrus William Beales (R) - 21. Charles Hedding Rowland (R) - 22. Abraham Lincoln Keister (R) - 23. Robert Freeman Hopwood (R) - 24. Henry Wilson Temple (R) ab dem 2. November 1915 - 25. Michael Liebel (D) - 26. Henry Joseph Steele (D) - 27. Solomon Taylor North (R) - 28. Samuel Henry Miller (R) - 29. Stephen Geyer Porter (R) - 30. William Henry Coleman (R) - 31. John M. Morin (R) - 32. Andrew Jackson Barchfeld (R) - 33. Thomas S. Crago (R) staatsweit gewählt - 34. John Scott (R) staatsweit gewählt - 35. Daniel F. Lafean (R) staatsweit gewählt - 36. Mahlon Morris Garland (R) staatsweit gewählt Rhode Island 3 Wahlbezirke - 1. George F. O’Shaunessy (D) - 2. Walter Russell Stiness (R) - 3. Ambrose Kennedy (R) South Carolina 7 Wahlbezirke. - 1. Richard S. Whaley (D) - 2. James F. Byrnes (D) - 3. Wyatt Aiken (D) - 4. Joseph T. Johnson (D) bis zum 19. April 1915 - Samuel J. Nicholls (D) ab dem 14. September 1915 - 5. David E. Finley (D) bis zum 26. Januar 1917 - Paul G. McCorkle (D) ab dem 21. Februar 1917 - 6. J. Willard Ragsdale (D) - 7. Asbury Francis Lever (D) South Dakota 3 Wahlbezirke - 1. Charles Hall Dillon (R) - 2. Royal C. Johnson (R) - 3. Harry Gandy (D) Tennessee 10 Wahlbezirke - 1. Sam R. Sells (R) - 2. Richard W. Austin (R) - 3. John A. Moon (D) - 4. Cordell Hull (D) - 5. William C. Houston (D) - 6. Joseph W. Byrns (D) - 7. Lemuel P. Padgett (D) - 8. Thetus W. Sims (D) - 9. Finis J. Garrett (D) - 10. Kenneth McKellar (D) Texas 16 Wahlbezirke. Außerdem wurden zwei Abgeordnete staatsweit gewählt - 1. Eugene Black (D) - 2. Martin Dies (D) - 3. James Young (D) - 4. Sam Rayburn (D) - 5. Hatton W. Sumners (D) - 6. Rufus Hardy (D) - 7. Alexander W. Gregg (D) - 8. Joe H. Eagle (D) - 9. George Farmer Burgess (D) - 10. James P. Buchanan (D) - 11. Robert Lee Henry (D) - 12. Oscar Callaway (D) - 13. John Hall Stephens (D) - 14. James Luther Slayden (D) - 15. John Nance Garner (D) - 16. William Robert Smith (D) - 17. James Harvey Davis (D) staatsweit gewählt - 18. A. Jeff McLemore (D) staatsweit gewählt Utah 2 Wahlbezirke - 1. Joseph Howell (R) - 2. James Henry Mays (D) Vermont 2 Wahlbezirke - 1. Frank L. Greene (R) - 2. Porter H. Dale (R) Virginia 10 Wahlbezirke - 1. William Atkinson Jones (D) - 2. Edward Everett Holland (D) - 3. Andrew Jackson Montague (D) - 4. Walter Allen Watson (D) - 5. Edward W. Saunders (D) - 6. Carter Glass (D) - 7. James Hay (D) bis zum 1. Oktober 1916 - Thomas W. Harrison (D) ab dem 7. November 1916 - 8. Charles Creighton Carlin (D) - 9. C. Bascom Slemp (R) - 10. Henry D. Flood (D) Washington 5 Wahlbezirke - 1. William E. Humphrey (R) - 2. Lindley H. Hadley (R) - 3. Albert Johnson (R) - 4. William La Follette (R) - 5. Clarence Dill (D) West Virginia 5 Wahlbezirke. Außerdem wurde ein Abgeordneter staatsweit gewählt - 1. Matthew M. Neely (D) - 2. William Brown Jr. (D) bis zum 9. März 1916 - George M. Bowers (R) ab dem 9. Mai 1916 - 3. Adam Brown Littlepage (D) - 4. Hunter Holmes Moss (R) bis zum 15. Juli 1916 - Harry C. Woodyard (R) ab dem 7. November 1916 - 5. Edward Cooper (R) - 6. Howard Sutherland (R) staatsweit gewählt Wisconsin 11 Wahlbezirke - 1. Henry A. Cooper (R) - 2. Michael E. Burke (D) - 3. John M. Nelson (R) - 4. William J. Cary (R) - 5. William H. Stafford (R) - 6. Michael Reilly (D) - 7. John J. Esch (R) - 8. Edward E. Browne (R) - 9. Thomas F. Konop (D) - 10. James A. Frear (R) - 11. Irvine Lenroot (R) Wyoming Staatsweite Wahlen - Franklin Wheeler Mondell (R) |

Nicht stimmberechtigte Mitglieder im Repräsentantenhaus:
- Alaska-Territorium: James Wickersham (R)
- Hawaii-Territorium: Jonah Kūhiō Kalanianaʻole (R)
- Philippinen:
  - 1. Manuel Earnshaw
  - 2. Manuel Quezon bis zum 15. Oktober 1916
- Puerto Rico: Luis Muñoz Rivera (Unionist)